# Массовое убийство в Аквайе
Массовое убийство в Аквайе произошло 25 июня 2022 года, когда боевики убили по меньшей мере 26 мирных жителей в деревне Баллин, коммуна Аквайа, Юго-Западный регион, Камерун.

## Предыстория
Между деревнями Баллин и Мавасс, населёнными этническими группами Месака и Олити, существовал давний территориальный спор.
Представитель пресвитерианской церкви Камеруна заявил, что организуются мирные переговоры, но представители ни одной из общин не согласились на них присутствовать. По данным местных источников, резне предшествовало убийство мужчин Олити, которые установили контрольные пункты в Баллине за несколько дней до этого.

## Убийство
Нападавшие подожгли более пятидесяти домов и атаковали резиденцию Марина Ака, местного политика, который присутствовал на похоронах своего брата. Власти обнаружили по меньшей мере 26 тел, включая пятерых нигерийцев, хотя предполагаемое число погибших составило 32 человека. Во время резни преступники также разрушили больницу.
Органы здравоохранения Камеруна не смогли организовать эвакуацию раненых, поэтому жителям деревни пришлось самим доставлять их в ближайший медицинский центр. Те, у кого были серьезные травмы, были эвакуированы в Нигерию для лечения. По данным Пресвитерианской церкви Камеруна , несколько человек умерли, не доехав до нигерийской больницы.

## Преступники
Правительственные власти заявили, что резня была совершена амбазонскими повстанцами , что повстанцы отрицали и вместо этого предположили, что она была совершена нигерийскими повстанцами. Пресвитерианская церковь Камеруна сообщила, что резня в Аквайе на самом деле была связана с земельным спором между Баллином и соседней деревней Мавасс. Местные власти заявили, что Мавасс нанял амбазонских сепаратистов для совершения нападения.